# Nis Albrecht Johannsen der Jüngere
Nis Albrecht Johannsen der Jüngere (* 11. März 1888 in Deezbüll; † 15. August 1967 ebenda) war ein nordfriesischer Dichter.

## Leben
Der aus Deezbüll bei Niebüll in der Bökingharde stammende Schulmeister war ein Sohn eines gleichnamigen Schriftstellers und dessen Ehefrau Johannsen Meta Juliane Lützen (* 4. März 1856 in Niebüll; † 31. Oktober 1946 in Flensburg). Er begann in den 1920er Jahren, sich mit nordfriesischer Wörterbucharbeit zu befassen. Zudem setzte er sich für muttersprachlichen Schulunterricht in nordfriesischer Sprache ein.
Nach dem Zweiten Weltkrieg engagierte er sich zudem für ein friedliches Miteinander im dänisch-deutsch-friesischen Grenzgebiet und zählte später zu den Gründungsmitgliedern des Nordfriisk Instituut.
Sein etwa 750 Schriftstücke umfassender Nachlass und der seines Vaters werden heute vom Nordfriisk Instituut verwaltet.
Nach Johannsen wurde später die Nis-Albrecht-Johannsen-Hauptschule in Risum-Lindholm benannt.

## Werke
- Üt min Schatull. Friesische Gedichte. Broder Hansen, Bredstedt 1928.
- Beerid: Frasche dächte. Bräist/Bredstedt, NF: Nordfriisk Inst., 1992. ISBN 3-88007-184-5
- Luklik tid. Üülje än naiere bjarnerime än hu dächte deertu. Bräist/Bredstedt, NF: Nordfriisk Inst., 2003. ISBN 3-88007-309-0